# Sattler (Pass)
Der Sattler (1007 m ü. A.) ist ein Pass, der die steirischen Orte Etmißl und St. Katharein an der Laming verbindet.
Über den Pass führt eine schmale Straße, wobei nur die Südseite asphaltiert ist.
In unmittelbarer Nähe befindet sich das Lärchegg (1020 m ü. A.), eine Passverbindung, die zwar etwas höher liegt, dafür aber kürzer ist. In früheren Zeiten wurde das Lärchegg zu Fuß benutzt und der Sattler war Fuhrwerken vorbehalten.

## Franzosenkreuz
Versprengte Franzosen überquerten im Jahr 1809 das Lärchegg und bestatteten hier ihre Toten, woran die 1815 errichtete Holzkapelle Franzosenkreuz erinnert. Die weiterziehenden Franzosen wurden in der Marienklamm in Tragöß von Einheimischen gesteinigt.